# 皮亚韦河畔蓬泰
皮亚韦河畔蓬泰（義大利語：Ponte di Piave），是意大利威尼托大区特雷维索省的一个市镇。总面积32平方公里，人口8197人，人口密度256.2人/平方公里（2009年）。国家统计（ISTAT）代码为026058。

## 人物
- 安东尼奥·加斯帕里内蒂（Antonio Gasparinetti，1777-1824 年），意大利诗人和军官，出生于此地[2]

- 吉诺·帕罗（Gino Paro，1910-1988 年），意大利主教，出生于此地[3]

- 马塞洛·贝加莫 （1946–），出生于此地的意大利自行车手[4]

## 友好城市
- 法國卡斯泰尔日内斯特 1984年